# اچ‌ام‌اس گلاستر (۱۹۰۹)
اچ‌ام‌اس گلاستر (۱۹۰۹) (به انگلیسی: HMS Gloucester (1909)) یک کشتی بود که طول آن ۴۵۳ فوت (۱۳۸ متر) بود. این کشتی در سال ۱۹۰۹ ساخته شد.